# Bush (album)
Pour les articles homonymes, voir Bush.
Albums de Snoop Dogg
7 Days of Funk
(2013) Coolaid
(2016)
Singles
1. Peaches N Cream
Sortie : 10 mars 2015
2. So Many Pros
Sortie : 14 avril 2015
3. California Roll
Sortie : 5 mai 2015

Bush est le treizième album studio de Snoop Dogg, sorti en 2015. L'album est produit par Pharrell Williams.

## Enregistrement
Le 28 août 2014, une vidéo diffusée sur Internet dévoile un aperçu d'une nouvelle collaboration entre Snoop Dogg et Pharrell Williams.

## Singles
Peaches N Cream est annoncé comme premier single en janvier 2015,. Il sort le 10 mars 2015
So Many Pros sort ensuite sur iTunes le 14 avril 2015.
California Roll sort sur YouTube le 5 mai 2015.

## Liste des titres
Toute la musique est composée par Pharrell Williams, assisté de Chad Hugo pour certains morceaux.
| 1.    | California Roll (featuring Stevie Wonder)          | Calvin Broadus, Pharrell Williams, Stevland Judkins                                                                                       | 4:12 |
| 2.    | This City                                          | C. Broadus, P. Williams | 3:33 |
| 3.    | R U A Freak                                        | C. Broadus, P. Williams | 3:45 |
| 4.    | Awake                                              | C. Broadus, Charles Kent, P. Williams | 3:43 |
| 5.    | So Many Pros                                       | C. Broadus, P. Williams, Chad Hugo | 4:06 |
| 6.    | Peaches N Cream (featuring Charlie Wilson)         | C. Broadus, C. Wilson, Charles Kent, Cornell Haynes, Jr., Garry Shider, George Clinton, P. Williams, Robert Ginyard, Jr., Walter Morrison | 4:43 |
| 7.    | Edibles (featuring T.I.)                           | C. Broadus, P. Williams, T.I. | 3:21 |
| 8.    | I Knew That                                        | C. Broadus, P. Williams | 3:59 |
| 9.    | Run Away (featuring Gwen Stefani)                  | C. Broadus, P. Williams | 5:13 |
| 10.   | I'm Ya Dogg (featuring Kendrick Lamar & Rick Ross) | C. Broadus, P. Williams, Kendrick Lamar, Rick Ross                                                                                        | 4:38 |
| 41:13 |                                                    | |      |

## Samples
- Peaches N Cream contient des samples de It Takes Two de Rob Base & DJ E-Z Rock, One Nation Under a Groove de Funkadelic et I Need Your Lovin' de Teena Marie[17].

## Classements

### Classements hebdomadaires
| Pays / classement (2015)             | Meilleure position |
| ------------------------------------ | ------------------ |
| Australie (ARIA)                     | 32                 |
| Australie Urban Albums (ARIA)        | 4                  |
| Autriche (Ö3 Austria Top 40)         | 34                 |
| Belgique (Flandre Ultratop)          | 45                 |
| Belgique (Wallonie Ultratop)         | 42                 |
| Canada (Canadian Albums)             | 13                 |
| Danemark (Tracklisten)               | 35                 |
| Pays-Bas (Mega Album Top 100)        | 35                 |
| France (SNEP)                        | 21                 |
| Allemagne (Media Control AG)         | 32                 |
| Italie (FIMI)                        | 31                 |
| Nouvelle-Zélande (Recorded Music NZ) | 39                 |
| Norvège (VG-lista)                   | 32                 |
| Écosse (OCC)                         | 39                 |
| Espagne (Promusicae)                 | 89                 |
| Suisse (Schweizer Hitparade)         | 15                 |
| Suède (Sverigetopplistan)            | 58                 |
| Royaume-Uni (UK Albums Chart)        | 25                 |
| Royaume-Uni (R&B Albums)             | 2                  |
| États-Unis (Billboard 200)           | 14                 |
| États-Unis (Top R&B/Hip-Hop Albums)  | 1                  |
| États-Unis R&B Albums (Billboard)    | 1                  |